# Listă de mitologii
Aceasta este o Listă de mitologii după perioada de timp, regiune, cultură și religie: 

## Mitologii în funcție de perioada de timp
Mitologiile antice în funcție de perioada primei atestări.
Epoca Bronzului
- Mitologie proto-indo-europeană (reconstruită)
  - Mitologie proto-indo-iraniană (reconstruită)
- Mitologie mesopotamiană (sumeriană, akkadiană)
- Mitologie egipteană
- Mitologie persană
- Mitologie canaanită
- Mitologie hittită
- Mitologie hurriană
- Mitologie rigvedică
- Mitologie chineză

Epoca Fierului
- Mitologie clasică
  - Mitologie greacă
  - Mitologie romană
  - Mitologie nordică
- Mitologie etruscă
- Mitologie celtică
- Mitologie germană

Antichitatea târzie
- Mitologie slavă
- Mitologie arabă

## Mitologii după regiune

### Africa

#### Africa Centrală
- Mitologie Bushongo (Congo)
- Mitologie Baluba
- Mitologie Bambuti (Pygmy) (Congo)
- Mitologie Lugbara (Congo)

#### Africa de Est
- Mitologie Akamba  (Estul Keniei)
- Mitologie Dinka  (Sudan)
- Mitologie Lotuko  (Sudan)
- Mitologie Masai  (Kenya, Tanzania)

#### Cornul Africii
- Mitologie somaleză

#### Africa de Nord
- Mitologie berberă
- Mitologie egipteană (preislamică)

#### Africa de Vest
- Mitologie Akană
- Mitologie Ashanti  (Ghana)
- Mitologie Dahomey (Fon)
- Mitologie Edo  (Nigeria, Benin)
- Mitologie Efik  (Nigeria, Camerun)
- Mitologie Igbo  (Nigeria, Camerun)
- Mitologie Isoko  (Nigeria)
- Mitologie Yoruba  (Nigeria, Benin)

#### Africa de Sud
- Mitologie Khoikhoi
- Mitologie Lozi  (Zambia)
- Mitologie Malagasy
- Mitologie Tumbuka  (Malawi)
- Mitologie Zulu  (Africa de Sud)

### Zona arctică
Mitologii din Asia de Nord, Europa de Nord și America de Nord.
- Mitologie finlandeză
- Mitologie inuită
- Mitologie nordică
- Mitologie Sami

### Asia

#### Sud-vestul Asiei
Orientul Mijlociu, Persia, Anatolia, Caucaz.
Antică
- Religie sumeriană
- Mitologie mesopotamiană (sumeriană, asirio-babiloniană)*
- Mitologie persană
- Mitologie semitică
  - Mitologie babiloniană
  - Mitologie arabă
  - Mitologie canaanită
- Mitologie hittită
- Mitologie hurriană
- Mitologie scițiană
- Mitologie elamită

Medievală spre modernă
- Mitologie armeană
- Mitologie osetică (osețiană)
- Mitologie arabă
- Mitologie islamică
- Mitologie kurdă
- Mitologie persană

#### Asia de Sud
- Mitologie Ayyavazhi
- Mitologie hindusă
- Mitologie tamilă
- Mitologie budistă

#### Asia de Est
- Mitologie chineză
- Mitologie japoneză
- Mitologie coreeană

#### Asia de Sud-Est
- Mitologie filipineză
- Mitologie malaieză
- Mitologie indoneziană

#### Asia Centrală și de Nord
(se suprapune cu Europa de Nord și de Est)
- Mitologia popoarelor turcice și mongole
- Mitologie scițiană
- Mitologie mongolă
- Mitologie finlandeză

### Australia și Oceania
- Mitologie aborigenă australiană
- Mitologie havaiană
- Mitul Kaluli al creației
- Mitologie Maori
- Mitologie melanesiană
- Mitologie microneziană
- Mitologie papuană
- Mitologie polineziană
- Mitologie Rapa Nui

### Europa

#### Antichitatea clasică
- Mitologie greacă
- Mitologie romană
- Mitologie etruscă
- Mitologie traco-dacă
  - Mitologie dacică
- Mitologie lusitană

#### Europa de Nord
- păgânism germanic
- Mitologie nordică
- Mitologie finică
  - Mitologie estoniană
  - Mitologie finlandeză
  - Mitologie laponă (Sami)
- Mitologie slavă
- Mitologie baltică
  - Mitologie letonă
  - Mitologie lituaniană
  - Mitologie poloneză
  - Mitologie prusacă

#### Europa de Est
- Mitologie hunică
- Mitologie țigănească
- Mitologie slavă
- Mitologie română
- Mitologie tătară

#### Europa de Sud
- Mitologie albaneză
- Mitologie catalană
- Mitologie greacă
- Mitologie lusitană
- Mitologie malteză
- Mitologie spaniolă
- Mitologie turcă

#### Europa de Vest
- Mitologie alpină
- Mitologie bască
- Mitologie francă
- Mitologie franceză
- Mitologie germanică continentală

#### Caucazul de Nord
- Saga Nart (Acoperă mitologiile abazină, abhază, cercheză, osetică, cabardino-balcarcă și ceceno-ingușă)
- Mitologie osetică
- Mitologie Vainakh (Acoperă mitologiile cecenă și ingușă)

#### Caucazul de Sud / Transcaucazia
- Mitologie armeană
- Mitologie  georgiană

#### Insulele Britanice
- Mitologie celtică
- Mitologie engleză
- Mitologie irlandeză
- Mitologie scoțiană
- Mitologie galeză

### America

#### America de Nord
Post-Columbiană
- Folclor din Statele Unite ale Americii

#### Mezoamerica
- Mitologie aztecă
- Mitologie maiașă
- Mitologie olmecă

#### Caribbean
- Mitologie haitiană

#### America de Sud
- Mitologie Chilota
- Mitologie incașă
- Mitologie Guaraní
- Mitologie Mapuche

#### Diaspora africană
- Hoodoo
- Vodou
- Santería
- Obeah
- Kumina
- Palo
- Candomblé
- Umbanda
- Quimbanda

## Mitologii după religie
- Mitologie budistă
- Mitologie creștină
- Mitologie hindusă
- Mitologie islamică
- Mitologie evreiască

## Mitologii sincretice
- Mitologie teosofică

## Mitologii fictive
- Mitologie blakeiană (de William Blake)
- Mitologie lovecraftiană (de Howard Phillips Lovecraft)

## Vezi și
- Listă de zei
- Creaturi fictive din legende și fabule
- Listă de creaturi legendare
- Listă de creaturi legendare după tip
- Listă de cărți mitologice
- Listă de obiecte mitologice
- Mituri naționale
- Listă de epopei populare
- Listă de mituri ale creației
- Mitopoeia